# 南江街道
南江街道，是中华人民共和国广西壮族自治区玉林市玉州区下辖的一个乡镇级行政单位。

## 行政区划
南江街道下辖以下地区：
玉柴社区、玉铁社区、江滨社区、南江社区、竹美社区、镇忠社区、新联村、平志村、广恩村、坡塘村、七一村、分界村、岭塘村、常乐村、云良村和合汉村。